# Hanne Rømer
Hanne Rømer (født 29. juli 1949) er en dansk komponist, musiker og sanger. Hun er desuden aktiv som dirigent og musikpædagog.
Hun er uddannet komponist, dirigent og saxofonist fra Dick Grove School of Music i 1983.
I 1975 dannede hun rockgruppen Hos Anna sammen med søsteren Lotte Rømer samt Karen Mortensen, Irene Becker og Bente Dichmann. Gruppen fandt sammen til et musikalsk stævne på Vallekilde Højskole, hvor alle i gruppen ville kunne spille deres egne instrumenter og formulere deres eget musikalske udtryk. Efter kort tid forlod Bente Dichmann gruppen til fordel for Søsterrock. Gruppen opløstes i 1980.
Hanne Rømer var desuden medlem af kvindebigbandet Hexehyl, som startede i 1978 og har spillet duo med pianisten Marietta Wadall siden 1978.
Siden 1987 har hun boet i Aabenraa. Herfra etablerede hun sit eget forlag, Amanda Music, i 1994. Hun var 1989-2002 leder af Jomfru Fanny Bigband, der opnåede status som amtsorkester, og hun var aktiv som saxofonist og sanger, blandt andet i Nordtyskland, med gruppen Sax in the City fra 2005 til 2012. Desuden har hun været leder af det nordiske kvindebigband April Light Orchestra 1995-2001.

## Grupper
- 1975-1980: Hos Anna. Bestod af: Irene Becker, Hanne Rømer, Lotte Rømer, Karen Mortensen (indtil 1976) og Bent Clausen (fra 1978), Pierre Dørge (fra 1978).
- 1978-1981: Den Danske Jazzkreds
- 1978: Hexehyl (kvindebigband)
- 1990-: Hanne Rømer/Marietta Wandall Duo
- 1994: Hanne Rømer Jazz Quartet. Bestod af: Hanne Rømer, Jens-Ole Andreasen, Jesper Bodilsen, Steen Raahauge
- 1996-: Den tredje vej (komponistsammenslutning)
- 1999-: Hanne Rømer/Mads Granum Quartet. Består af: Hanne Rømer, Mads Granum, Kristian Leth (1999), Morten Ramsbøl (1999), Jesper Bodilsen (2003), Alex Riel (2003)
- 2005-2012: Sax in the City. Dansk/tysk jazzkvintet. Består af: Jonny Möller, Andreas Burckhardt, Hanne Rømer, Anselm Simon, Edgar Herzog.

## Diskografi
- Hos Anna: Hos Anna. 1976. Charlatan CGM 177
- Lotte og Hanne: Solskin. Lotte og Hanne spiller viser fra Djorn's Junivers. 1978. Abra Cadabra ABC 2007
- Hos Anna: Med de røde sløjfer. 1978. CBS 82662
- Hos Anna: Åh. 1979. Better Day BDLP 702
- Hos Anna: Live. 1980. Better Day BDLP 8002. Afskedskoncert i Saltlageret, København 6. september 1980
- Hanne Rømer/Marietta Wandall Duo: Akijava. 1990. Music Mecca CD 1012-2
- Hanne Rømer Jazz Quartet: Come rain or come shine. 1994. Amanda Music CD AMA 9403
- Hanne Rømer & Marietta Wandall Duo:Ametyst. 1994. Amanda Music CD AMA 9401
- Hanne Rømer / Mads Granum Quartet: Early spring. 1999. Amanda Music AMA 9901
- Børn synger år 2000 ind. 2000. Amanda Music AMA 2001. Musik: Hanne Rømer ; tekster: Christine Ostenfeld ; børn fra skolekor i Aabenraa og omegn med Jomfru Fanny Bigband
- Hanne Rømer & Marietta Wandall Duo: Between pain and joy. 2000. Amanda Music AMA 2002
- Hanne Rømer/Mads Granum Quartet: Everything you wanna know about spring. 2004. Amanda Music AMA 04001
- Hanne Rømer & Marietta Wandall Duo: Walking with the slow turtle. 2005. Amanda Music AMA 05001
- Sax in the City: Fantasia. 2006. Amanda Music AMA 0601